# ریکاردو استاکیوتی
ریکاردو استاکیوتی (ایتالیایی: Riccardo Stacchiotti؛ زادهٔ ۸ نوامبر ۱۹۹۱) دوچرخه‌سوار اهل ایتالیا است.

## باشگاهی
از باشگاه‌هایی که در آن رکاب زده‌است می‌توان به ویلیر تریستینا–سله ایتالیا و نیپو–وینی فانتینی اشاره کرد.